# Jelcz-Laskowice (gmina)
Jelcz-Laskowice est une gmina mixte du powiat de Oława, Basse-Silésie, dans le sud-ouest de la Pologne. Son siège est la ville de Jelcz-Laskowice, qui se situe environ 12 km au nord d'Oława, et 24 km au sud-est de la capitale régionale Wrocław.
La gmina couvre une superficie de 168,1 km2 pour une population de 21 462 habitants.

## Géographie
La gmina est bordée par la ville d'Oława et les gminy de Bierutów, Czernica, Lubsza, Namysłów, Oława et Oleśnica.